# 이순학
이순학(李淳學, 1965년 7월 9일~)은 대한민국의 정치인으로, 인천광역시의회 의원이다.

## 학력
- 고려대학교 농화학과 졸업

## 경력
- 서울하인즈기술연구소 연구원
- 마전중학교 운영위원장
- 2018년 7월 1일 ~ 2022년 5월 2일: 제8대 인천광역시 서구의회 의원
- 2022년 7월 1일 ~: 제9대 인천광역시의회 의원

## 역대 선거 결과
|  | 41.24% |

|  | 54.74% |